# 104.6 RTL
104.6 RTL est une radio privée régionale de Berlin.

## Historique
104.6 RTL a pour modèle, à ses débuts, la radio américaine KIIS-FM.
Depuis 1997, 104.6 RTL organise une fois par an Stars For Free, l'un des plus grands festivals gratuits en plein air du Kindl-Bühne Wuhlheide.

Ancien logo de 104.6 RTL
Logo de 104.6 RTL jusqu'au 26 juin 2023.
Logo de 104.6 RTL à partir du 27 juin 2023.

## Programmation
La programmation est principalement musicale, ponctuée de brèves présentations, de messages horaires (qui sont toujours diffusés 10 minutes avant l'heure), d'informations de service et de publicités. Elle vise le public Adult contemporary.
La plus ancienne émission de radio encore diffusée par 104.6 RTL est la matinale Arno und die Morgencrew, laquelle est basée sur l'humour et le divertissement. Elle existe depuis 2012 et est présentée par Arno Müller, qui est aussi le directeur des programmes de la station. L'émission reçoit en 2014 et 2016 le Deutscher Radiopreis de la meilleure émission de radio matinale.[réf. souhaitée]